# Ключевое (Еврейская автономная область)
Ключево́е — село в Смидовичском районе Еврейской автономной области России. Входит в состав Николаевского городского поселения.

## География
Село находится в долине реки Тунгуска, в 5 км до правого берега около 5 км, на автотрассе Чита — Хабаровск (около Транссибирской магистралью), на расстоянии по которой примерно 5 км к западу от посёлка городского типа Николаевка, центра городского поселения, и примерно 70 км к востоку от посёлка городского типа Смидович, административного центра района.
С запада к селу Ключевое примыкает село Дежнёвка.

## История
В 1962 году указом Президиума Верховного Совета РСФСР посёлку первого отделения совхоза «Волочаевский» присвоено наименование село Ключевое.

## Население
| 1879 | 1992 | 2002 | 2010 |
| ---- | ---- | ---- | ---- |
| 39   | ↗869 | ↘768 | ↗874 |

## Улицы
| - ул. 40 лет Победы, - ул. Заречная, - ул. Зелёная, - пер. Ключевской, - ул. Мира, | - ул. Молодёжная, - ул. Новая, - ул. Октябрьская, - ул. Переселенческая, - ул. Полевая, | - ул. Садовая, - ул. Советская, - ул. Строителей, - ул. Труда. |

## Инфраструктура
- Жители занимаются сельским хозяйством.
- В окрестностях села Ключевое находятся садоводческие общества хабаровчан.